# Yosep VI Audo
Yosep VI Audo (1790 - 1878; cách phiên âm khác:Joseph VI Audu) là một Thượng phụ người Iraq của Giáo hội Công giáo nghi lễ Chaldeans, trực thuộc Giáo hội Công giáo Rôma. Ông nguyên là Thượng phụ Tòa Thượnh phụ Babylon nghi lễ Chaldeans, trong vòng ba mươi năm từ năm 1848 cho đến khi qua đời vào năm 1878. Trước đó, ông từng đảm nhận vị trí khác như Giám mục chính tòa các Giáo phận như: Giáo phận Amadiyah và Giáo phận Mossul.. Thượng phụ Yosep VI Audo cũng là một thượng phụ tham dự vào Công đồng Vatican I.

## Tiểu sử
Thượng phụ Yosep VI Audo sinh năm 1790 tại vùng Alkosch, thuộc đất nước Iraq. Sau quá trình tu học dài hạn tại nhiều cơ sở chủng viện theo những quy định của Giáo luật, năm 1818, Phó tế Audo, 28 tuổi, tiến đến việc anh hằng mong đợi là được phong chức linh mục.
Sau bảy năm thực hiện các trách vụ của một người linh mục, Giáo hội Chaldeans ra quyết định tuyển chọn linh mục Audo, 35 tuổi vào hàng ngũ các Giám mục của Giáo hội này, với vị trí được bổ nhiệm chính thức là Giám mục chính tòa Giáo phận Mossul, tọa lạc tại Iraq. Lễ tấn phong cho vị giám mục tân cử được cử hành vào ngày 25 tháng 3 năm 1825, với phần nghi thức truyền chức chính yếu do chủ phong là Tổng giám mục Augustin Hindi, Tổng giám mục chính tòa Tổng giáo phận Diarbekir (Amida), thuộc Giáo hội nghi lễ Chaldeans.
Tám năm sau khi được tấn phong cho Giáo phận Mossul, năm 1833, Giám mục Audo được thuyên chuyển làm Giám mục chính tòa Giáo phận Amadiyah, nghi lễ Chaldeans. Trách vụ tại đây của Giám mục Audo cũng đột ngột chấm dứt bởi quyết định của hội đồng giáo hội Chaldeans, qua đó, hội đồng này đã thống nhất bầu chọn Giám mục Audo làm Thượng phụ Tòa Thượng phụ Babylon, nghi lễ Chaldeans, vào sau ngày Giáng sinh năm 1847, ngày 26 tháng 12. Phía Giáo hội Công giáo Rôma tái xác nhận và đồng ý với kết quả chọn lựa này vào ngày 11 tháng 9 năm 1878.
Ngày 14 tháng 3 năm 1878, Thượng phụ Yosep VI Audo qua đời sau 30 năm tại vị trí Thượng phụ, hưởng thọ 88 tuổi.